# UFC 191
UFC 191: Johnson vs. Dodson 2 è stato un evento di arti marziali miste tenuto dalla Ultimate Fighting Championship svolto il 5 settembre 2015 al MGM Grand Garden Arena di Las Vegas, Stati Uniti.

## Retroscena
Il main event della card, inizialmente, prevedeva l'incontro valido per il titolo dei pesi mediomassimi UFC tra il campione Daniel Cormier e il contendente numero uno Alexander Gustafsson. Tuttavia, il match venne spostato per l'evento UFC 192.
Durante la diretta su Fox Sports 1 dell'evento UFC Fight Night: Mir vs. Duffee, venne confermato l'incontro valido per il titolo dei pesi mosca UFC tra il campione Demetrious Johnson e John Dodson come main event della card di questo evento. Il primo incontro tra i due avvenne ad UFC on Fox: Johnson vs. Dodson, dove il campione difese con successo la cintura ottenendo una vittoria per decisione unanime.
Nel co-main event si affrontarono gli ex campioni dei pesi massimi UFC Andrei Arlovski e Frank Mir.
Anthony Johnson avrebbe dovuto affrontare Jan Błachowicz. Tuttavia, Johnson venne rimosso dall'incontro il 30 di luglio per poter affrontare Jimi Manuwa allo stesso evento. Al contempo, Błachowicz dovette vedersela con il vincitore della diciannovesima stagione del reality The Ultimate Fighter Corey Anderson.
Raquel Pennington doveva affrontare Leslie Smith ad UFC 192. Tuttavia, la Smith dovette rinunciare all'incontro per infortunio, mentre la Pennington venne spostata in questo evento per affrontare Liz Carmouche. Quest'ultima subì un infortunio pochi giorni dopo, venendo in seguito sostituita da Jéssica Andrade. Le due si erano già affrontare in passato, in un match che vide trionfare la Andrade per decisione non unanime all'evento UFC 171.
Andre Fili avrebbe dovuto affrontare Clay Collard. Tuttavia, a meno di una settimana dall'annuncio dell'incontro, Fili venne rimosso dalla card per infortunio e rimpiazzato da Tiago Trator.

## Risultati
|                                                   | Divisione         |                        |                 |                    | Metodo                                      | Round           | Tempo           | Premio          |
| Card Principale                                   | Card Principale   | Card Principale        | Card Principale | Card Principale    | Card Principale                             | Card Principale | Card Principale | Card Principale |
| ------------------------------------------------- | ----------------- | ---------------------- | --------------- | ------------------ | ------------------------------------------- | --------------- | --------------- | --------------- |
| Sfida valida per il titolo di campione indiscusso | Pesi Mosca        | Demetrious Johnson (c) | batte           | John Dodson        | Decisione unanime (49-46, 49-46, 50-45)     | 5               | 5:00            |                 |
|                                                   | Pesi Massimi      | Andrei Arlovski        | batte           | Frank Mir          | Decisione unanime (29-28, 29-28, 30-27)     | 3               | 5:00            |                 |
|                                                   | Pesi Mediomassimi | Anthony Johnson        | batte           | Jimi Manuwa        | KO (pugni)                                  | 2               | 0:28            | POTN            |
|                                                   | Pesi Mediomassimi | Corey Anderson         | batte           | Jan Błachowicz     | Decisione unanime (30-25, 30-25, 29-26)     | 3               | 5:00            |                 |
|                                                   | Pesi Paglia (F)   | Paige VanZant          | batte           | Alex Chambers      | Sottomissione (armbar)                      | 3               | 1:01            |                 |
| Card Preliminare                                  |                   |                        |                 |                    |                                             |                 |                 |                 |
|                                                   | Pesi Leggeri      | Ross Pearson           | batte           | Paul Felder        | Decisione non unanime (28-29, 30-27, 29-28) | 3               | 5:00            |                 |
|                                                   | Pesi Gallo        | John Lineker           | batte           | Francisco Rivera   | Sottomissione (ghigliottina)                | 1               | 2:08            | FOTN            |
|                                                   | Pesi Gallo (F)    | Raquel Pennington      | batte           | Jéssica Andrade    | Sottomissione (rear-naked choke)            | 2               | 4:58            | POTN            |
|                                                   | Pesi Piuma        | Tiago Trator           | batte           | Clay Collard       | Decisione non unanime (29-28, 28-29, 29-28) | 3               | 5:00            |                 |
|                                                   | Pesi Medi         | Joe Riggs              | batte           | Ron Stallings      | DQ (upkick illegali)                        | 2               | 2:28            |                 |
|                                                   | Pesi Leggeri      | Joaquim Silva          | batte           | Nazareno Malegarie | Decisione non unanime (28-29, 30-27, 30-27) | 3               | 5:00            |                 |

## Premi
I lottatori premiati ricevettero un bonus di 50.000 dollari.
Legenda:
- FOTN: Fight of the Night (vengono premiati entrambi gli atleti per il miglior incontro dell'evento)
- POTN: Performance of the Night (viene premiato il vincitore per la migliore performance dell'evento)

## Incontri Annullati
|                                                   | Divisione         |                    |        |                      | Motivo                                      |
| ------------------------------------------------- | ----------------- | ------------------ | ------ | -------------------- | ------------------------------------------- |
| Sfida valida per il titolo di campione indiscusso | Pesi Mediomassimi | Daniel Cormier (c) | contro | Alexander Gustafsson | L'incontro venne spostato ad UFC 192        |
|                                                   | Pesi Mediomassimi | Anthony Johnson    | contro | Jan Błachowicz       | Johnson venne spostato in un altro incontro |
|                                                   | Pesi Gallo (F)    | Raquel Pennington  | contro | Leslie Smith         | La Smith subì un infortunio                 |
|                                                   | Pesi Gallo (F)    | Raquel Pennington  | contro | Liz Carmouche        | La Carmouche subì un infortunio             |
|                                                   | Pesi Piuma        | Andre Fili         | contro | Clay Collard         | Fili subì un infortunio                     |